# Aubrey Joseph
Aubrey Omari Joseph (ur. 26 listopada 1997 w Nowym Jorku) – amerykański aktor i rapper. W latach 2018–2019 grał Tyrone’a Johnsona / Cloaka w serialu Cloak & Dagger. Wystąpił, między innymi, w filmach: Casanova po przejściach (2013) i Nocny pościg (2015). W 2020 roku wydał swój debiutancki album XXl.

## Życiorys
Aubrey Omari Joseph urodził się 26 listopada 1997 roku na Brooklynie w Nowym Jorku. Jego pierwszą rolą był udział w broadwayowskim musicalu Król lew w 2011 roku, w którym wcielał się w Simbę. W styczniu 2017 roku otrzymał główną rolę Tyrone’a Johnsona / Cloaka w serialu Cloak & Dagger. 
W lipcu 2020 roku wydany został jego debiutancki album XXl.

## Filmografia
| Rok       | Tytuł                              | Rola                   | Uwagi                  | Przypis     |
| --------- | ---------------------------------- | ---------------------- | ---------------------- | ----------- |
| 2013      | Casanova po przejściach            | Cefus                  |                        | [ 1 ] [ 2 ] |
| 2014      | Death Pact                         | Martin                 |                        | [ 1 ] [ 2 ] |
| 2014      | Prawo i porządek: sekcja specjalna | Yusuf Barré            | Serial telewizyjny     | [ 2 ]       |
| 2015      | Nocny pościg                       | Curtis „Legs” Banks    |                        | [ 2 ]       |
| 2016      | Długa noc                          | Dwight Gooden Stone    | Serial telewizyjny     | [ 4 ]       |
| 2017      | A Quaker Sound                     | Elias                  | Film krótkometrażowy   | [ 6 ] [ 2 ] |
| 2018      | The High Bridge                    | Abel                   | Film krótkometrażowy   | [ 7 ]       |
| 2018–2019 | Cloak & Dagger                     | Tyrone Johnson / Cloak | Serial telewizyjny     | [ 4 ]       |
| 2019      | Runaways                           | Tyrone Johnson / Cloak | Serial telewizyjny     | [ 5 ]       |
| 2019–2020 | Spider-Man                         | Tyrone Johnson / Cloak | Serial animowany, głos | [ 5 ]       |
| 2020      | Małe ogniska                       | Warren Wright          | Serial telewizyjny     | [ 5 ]       |

## Nominacje
| Rok  | Nagroda            | Kategoria                                               | Produkcja      | Reazultat | Przypis |
| ---- | ------------------ | ------------------------------------------------------- | -------------- | --------- | ------- |
| 2018 | Teen Choice Awards | Ulubiony telewizyjny występ lata                        | Cloak & Dagger | Nominacja | [ 8 ]   |
| 2019 | Teen Choice Awards | Ulubiony aktor w serialu fantastycznonaukowym / fantasy | Cloak & Dagger | Nominacja | [ 9 ]   |